# Capitán Universo (personaje)
Capitán Universo es un personaje que aparece en los cómics estadounidenses publicados por Marvel Comics. Creado por Bill Mantlo y Michael Golden, el personaje apareció por primera vez en Micronauts #8 (agosto de 1979).El Capitán Universo es el guardián y protector de la Eternidad. Más que un personaje con una única identidad, es un personaje que se ha fusionado con varios presentadores durante su historia de publicación.

## Historial de publicaciones
Capitán Universo apareció por primera vez en Micronauts #8 (agosto de 1979) y fue creado por Bill Mantlo y Michael Golden.
Los presentadores de Capitán Universo han aparecido en one-shots especiales o en historias cortas a lo largo de los años, inicialmente en la primera serie de Micronauts en 1979.
Capitán Universo fue el protagonista principal de los números 9 a 11 de la serie de pruebas Marvel Spotlight. El editor de la serie, Al Milgrom, recordó haber sido cautivado por el concepto de una serie del Capitán Universo: "Se te podrían ocurrir tres temas, tres individuos dispares, cada uno muy diferente del otro, y ver cómo usan sus poderes. No necesariamente serían tipos superheroicos; serían personas normales que cayeron en los poderes por solo un número... Pero Capitán Universo nunca obtuvo su propio título, así que supongo que no se vendió muy bien".El personaje apareció esporádicamente durante el resto de la década de 1980 en títulos como Marvel Fanfare y Contest of Champions.
Sus apariciones se hicieron aún más escasas en la década de 1990, apareciendo en Guardians of the Galaxy, What If?, The Amazing Spider-Man, Marvel Comics Presents y Cosmic Powers Unlimited.
En 1994, Capitán Universo apareció en un one-shot, coincidiendo con una promoción, con la afirmación de que los lectores podían hacer un cómic sobre ellos mismos pagando una tarifa. Los cómics eran generalmente historias originales, con detalles menores (como el color de la piel o el cabello, nombres o frases clave, etc.) alterados según la información proporcionada por el comprador. El estudiante de veterinaria Jeff Christiansen, quien más tarde se convertiría en la fuerza detrás del resurgimiento del  Manual Oficial del Universo Marvel a mediados de la década de 2000, fue nombrado Capitán Universo oficial del cómic para que pudiera considerarse un cómic en continuidad. El one-shot se tituló X-Men/Captain Universe: Sleeping Giants.
En 2005, después de un descanso de cuatro años de las apariciones en cómics, Capitán Universo regresó en la segunda serie de Amazing Fantasy.También en 2005, se lanzó una serie de especiales one-shot vinculados entre sí por Uni-Power / Capitán Universo con diferentes personajes del Universo Marvel, ya que Uni-Power les imbuye el poder del Capitán Universo. Estos títulos fueron Captain Universe/Hulk, Captain Universe/Daredevil, Captain Universe/X-23, Captain Universe/Invisible Woman y Captain Universe/Silver Surfer. Uni-Power hizo una breve aparición en Nextwave, también hizo un "cameo" como Cosmic Spider-Man para la portada variante de Friendly Neighborhood Spider-Man #3 y jugó un papel importante en la saga Death's Head 3.0  narrada en Amazing Fantasy.
El Capitán Universo hizo su regreso en Annihilation: Conquest: Star-Lord y luego en Annihilation Conquest #3. Más tarde, el Capitán Universo regresa para detener a Juggernaut, en un intento de cumplir su destino, como se ve en The Amazing Spider-Man #627–629.

## Biografía ficticia
El Uni-Power es una fuerza extradimensional que posee a un individuo (o en una ocasión, gemelos) en un momento de crisis, transformando a esa persona en Capitán Universo. Como Capitán Universo, la persona transformada generalmente conserva su personalidad y apariencia originales, aunque con el disfraz y los rasgos heroicos del Capitán Universo superpuestos al original. El propio Uni-Power emana de la Fuerza Enigma, cuya naturaleza exacta, naturalmente, sigue siendo un enigma. Sin embargo, se cree que está conectado al Microverso, hogar de los Micronautas. Aunque Uni-Power normalmente empodera a humanos normales, sin superpoderes, en el pasado ha empoderado al Doctor Strange, Spider-Man, el comandante Arcturus Rann de los Micronautas, un niño pequeño y un perro, entre otros. Sus homólogos en varias líneas de tiempo alternativas también han poseído a Mar-Vell, Mr. Fantastic, un miembro de la raza alienígena Badoon, un Doombot y  Quasar. Debido a su interminable suministro de energía, ha sido el objetivo de muchos individuos, grupos terroristas y agencias de mantenimiento de la paz como A.I.M., Psycho-Man, Doctor Doom e incluso S.H.I.E.L.D.
El primer Capitán Universo humano fue un astronauta llamado Capitán Ray Coffin. Él luchó contra el Barón Karza y selló el Pozo Prometeo entre el Microverso y la Tierra.Años más tarde, Uni-Power poseería a su hijo Steve Coffin para luchar contra Mister E y sus esclavos en la sombra.Luego poseyó a las gemelas idénticas Ann Stafford y Clare Dodgson para capturar a Nemesis, y luego poseyó al ladrón de poca monta Monty Walsh para detener a don Guido Carboni de la mafia.Luego poseyó al Doctor Strange y al Comandante Arcturus Rann para reforzar el muro espacial entre el Microverso y el Macroverso.Luego poseyó a Bruce Banner por primera vez, para desactivar un misil nuclear, y terminó luchando contra el propio alter ego de Banner, Hulk.El Capitán Universo fue el siguiente entre los héroes convocados por el Gran Maestro para el Concurso de Campeones.El poder del Capitán Universo luego poseyó a Delayne Masters para derrotar a los matones del patio de la escuela.Luego poseyó a Evan Swann para evitar que la Mecánica Cuántica destruyera la Tierra.
Cuando apareció el poder del Capitán Universo, poseyó a Spider-Man para detener al Tri-Centinela (aunque el poder fue inicialmente más débil de lo habitual, lo que hizo que Spider-Man asumiera que sus propios poderes simplemente habían aumentado). Spider-Man, con poder latente cósmico, luchó contra Trapster, Titania, Magneto, Hermanos Grimm, Goliath, Hulk, TESS-One, Hombre Dragón, y el propio Tri-Centinela.Luego poseyó a un niño pequeño llamado Eddie Price para luchar contra Gart y Rath.
Cuando los Guardianes de la Galaxia viajaron al siglo XX en una misión para destruir a los Badoon, Uni-Power poseyó a un trabajador de Badoon llamado L'Matto para evitar el genocidio planeado. El nuevo conocimiento de L'Matto pudo evitar que los Guardianes atacaran, pero el Hermano Real luego usó al Capitán Universo Badoon como su campeón en un desafío de gladiadores que había obligado a los Guardianes a aceptar. L'Matto superó fácilmente a Charlie-27 y estaba a punto de matarlo cuando Vance Astro y el Dr. Strange llegaron y se unieron a la batalla, con Nikki y Talon colaborando también. A pesar de esto, no fue hasta que Aleta (que se había convertido en el nuevo Starhawk) llegó y atacó junto al Doctor Strange que L'Matto finalmente fue derrotado, lo que le permitió a Strange exorcizar el Uni-Power del que L'Matto había abusado y devolverlo a la Tierra.
El Capitán Universo regresó más tarde, y Uni-Power posee varios héroes (Hulk; X-23; Daredevil, que recuperó la vista mientras estaba poseído; la Mujer Invisible; Gladiador; y Silver Surfer); todo en una misión para restaurar su poder que ha sido severamente debilitado por una fuerza misteriosa que emana de los rincones más oscuros del Microverso. Utilizando los poderes copiados de cada héroe, tomó como anfitrión al veterano de guerra parapléjico Gabriel Vargas para enfrentar al responsable de su debilitamiento.
En algún momento desconocido, el último presentador del Capitán Universo, Gabriel Vargas, es arrestado por el gobierno Kree por atacar accidentalmente a un grupo de Kree que estaban matando a personas que pensaba que eran inocentes pero que en realidad simpatizaban con las acciones genocidas de la Ola de Aniquilación. Durante meses, fue estudiado por los Kree quienes, a pesar de su tecnología altamente avanzada, no pudieron aprender mucho sobre el Uni-Power aparte de que el traje que se les da a todos los usuarios es en realidad una coraza molecular y no spandex como se creía anteriormente. Finalmente, Gabriel sale de prisión y el ejército Kree lo somete a una sesión de entrenamiento muy agresiva mientras él y varios otros prisioneros se preparan para una misión que detendrá la propagación del virus tecnófago de Phalanx.Gabriel perdió el Uni-Power después de encontrar una cura para un virus Phalanx transmitido por el aire y se unió a Star-Lord en la lucha contra Phalanx.Posteriormente fue asesinado por el seleccionado de Phalanx Blastaar durante un ataque a Phalanx Babel Spire.
Durante la historia de "The Gauntlet", un nuevo Capitán Universo se da a conocer cuando llega a la Tierra con planes de matar a Juggernaut.Spider-Man descubre que el Capitán Universo es un hombre llamado William Nguyen, cuya vida había quedado arruinada en uno de los ataques de Juggernaut.Cuando Nguyen insiste en intentar matar a Juggernaut en lugar de arreglar las placas tectónicas debajo de la ciudad de Nueva York, Uni-Power lo deja y entra en Juggernaut. Juggernaut como Capitán Universo repara el daño a las placas tectónicas que causó durante el mismo alboroto que arruinó la vida de Nguyen. Después de la "curación" de las placas tectónicas, el Uni-Power parte.
Tres antiguos anfitriones de Uni-Power (Susan Storm, Spider-Man y X-23) son contactados por Enigma Force una vez más cuando el Rey Whirldemon, una entidad poderosa una vez derrotada por el Príncipe Wayfinder de Ithaca y creador que viaja en el tiempo. de la propia Fuerza Enigma, escapa del encarcelamiento. Cuando X-23 se sacrifica para salvar a Valeria Richards de la posesión del Rey, Uni-Power se une a ella por segunda vez. Mientras está atrapada en la dimensión de la prisión de los Whirldemons, se establece explícitamente una conexión entre una aparición estrellada que le permitió a Laura deshacerse de la influencia de un demonio que intentaba obligarla a servir,cuando la marca en forma de estrella que quedó en la palma de Laura después de ese encuentro, el Rey Whirldemon lo reconoce como asociado con la Fuerza Enigma. Luego, Laura usa el Uni-Power para herir al Rey Whirldemon y sellarlo nuevamente en su dimensión prisión, antes de devolverla a la Tierra. Durante estos eventos, Enigma Force le dice a Laura que ha sido designada como la futura heredera de su poder.
Una mujer afroamericana que actúa como el nuevo Capitán Universo se une a Los Vengadoresen la lucha contra Ex Nihilo, su hermana Abyss y un constructor llamado Aleph en Marte. El Capitán Universo vaporiza a Aleph cuando este no acepta dejar de transformar o destruir planetas.Se revela que ella es Tamara Devoux, una mujer que permaneció en coma durante diez años después de un accidente automovilístico. Durante una charla con Nightmask, ella traduce su idioma y anuncia que no solo el universo está muriendo, sino que el Evento Blanco se acerca.
Durante la historia de "Spider-Geddon", los Spider-Men convocaron a la Fuerza Enigma para ayudarlos en su lucha. La Fuerza Enigma decidió convertir a Miles Morales en el nuevo Capitán Universo, que utilizó para ayudar a derrotarlos. Usando la Espada Vigor de Leopardon, Miles pudo derrotar a Solus, Brix, Bora y Daemos. La Fuerza Enigma lo abandonó después de ganar la batalla.
Durante la historia de "King in Black", Jean Grey revela que la Fuerza Enigma es el "Dios de la Luz" del Universo Marvel, con propiedades similares a las de los simbiontes y contraparte de la malévola deidad Knull, basada en la oscuridad. Silver Surfer llega a donde está la Fuerza Enigma y la libera de los simbiontes, lo que lleva a elegir a Eddie Brock como el nuevo Capitán Universo.

## Poderes y habilidades
La entidad cósmica posee atributos sobrehumanos, como fuerza sobrehumana, velocidad, resistencia, agilidad, durabilidad y sentidos.Su poder Uni-Vision es una forma de conciencia cósmica, que otorga visión microscópica, visión de rayos X, visión telescópica y un individuo para decir la verdad.El ser cósmico posee una conciencia psíquica del peligro inminente. Posee la capacidad de reordenamiento molecular de materia orgánica e inorgánica, transmutación de elementos, la capacidad de disparar ráfagas de energía y fuerza de conmoción e hipnosis (usando la energía Uni-Vision).El personaje también puede usar la telequinesis.
Las habilidades del Capitán Universo pueden variar de un anfitrión a otro.La entidad cómica mejora los poderes de su compañero si posee una o más habilidades similares.
El poder de la Fuerza Enigma está ligado a la dimensión de su origen. El portador perderá sus poderes si viaja a otras realidades.

## Anfitriones
| Personaje                     | Nombre real          | Poseído en                                                                               | Notas | Ref.   |
| ----------------------------- | -------------------- | ---------------------------------------------------------------------------------------- | --- | ------ |
| Ray Coffin                    | Raymond Coffin       | Micronauts #8 (1979)                                                                     | Un astronauta retirado que fue el primer Capitán Universo. |        |
| Steve Coffin                  | Steven Coffin        | Marvel Spotlight #9 (1980)                                                               | Hijo de Ray Coffin. |        |
| Claire Dodgson                | Claire Dodgson       | Marvel Spotlight vol. 2 #10 (1981)                                                       | Una investigadora privada. Posesión compartida con la hermana gemela Ann Stanford. |        |
| Ann Stanford                  | Ann Dodgson-Stanford | Marvel Spotlight vol. 2 #10 (1981)                                                       | Una ama de casa y madre de Jenny y Johnny Dodgson. Posesión compartida con la hermana gemela Claire Dodgson. |        |
| Monty Walsh                   | Montgomery Walsh     | Marvel Spotlight vol. 2 #11 (1981)                                                       | Un gato ladrón. Se convirtió en Capitán Universo después de que le dispararan cuando intentaba robar la casa de un exjefe de Maggia llamado Guido Carboni. Después de que Montgomery derrotó a Guido Carboni, el Poder Enigma lo abandonó cuando Montgomery muere y la policía encuentra a Guido delirando que el hombre muerto era el Capitán Universo. |        |
| Comandante Arcturus Rann      | Arcturus Rann        | Micronauts #35 (1981)                                                                    | Líder de los Micronautas. Fusionado con Doctor Strange. |        |
| Doctor Strange                | Stephen Strange      | Micronauts #35 (1981)                                                                    | El Hechicero Supremo. Fusionado con el comandante Arcturus Rann. |        |
| Hulk                          | Robert Bruce Banner  | The Incredible Hulk vol. 2 Annual #10 (1981) Captain Universe/Hulk #1 (2005)             | Primer humano en convertirse dos veces en Capitán Universo. Bruce Banner pudo comunicarse con Hulk y Hulk pudo comunicarse con Bruce Banner. Cuando está poseído por Uni-Power, la piel de Hulk se vuelve azul. | [ 38 ] |
| Anfitrión femenina sin nombre | ??                   | Marvel Super-Heroes Contest of Champions #1 (1982)                                       | |        |
| Delayne Masters               | Delayne Masters      | Marvel Fanfare #25 (1986)                                                                | Un joven estudiante. | [ 39 ] |
| Evan Swann                    | Evan Swann           | Web of Spider-Man Annual #5 (1989)                                                       | Un científico. |        |
| Spider-Man                    | Peter Parker         | The Spectacular Spider-Man #158 (Dic. 1989)                                              | El poder del Capitán Universo poseía a Spider-Man para detener al Tri-Sentinel (aunque el poder fue inicialmente más débil de lo habitual, lo que hizo que Spider-Man asumiera que sus propios poderes simplemente habían aumentado). | [ 40 ] |
| Little Eddie                  | Edward Price         | Web of Spider-Man Annual #6 (1990)                                                       | Un niño pequeño que quedó poseído por Enigma Power para proteger a sus padres de dos demonios llamados Gart y Rath que fueron convocados por Jane y Roger Price. |        |
| Jeff Christiansen             | Jeffrey Christiansen | Quasar #20 (1991) (mencionado) X-Men/Captain Universe: Sleeping Giants #1 (1994) (visto) | Médico veterinario y escritor independiente. |        |
| Elijah Jackson                | Elijah Jackson       | Marvel Comics Presents #148 (1994)                                                       | Un exjugador de béisbol que contrajo una enfermedad que lo dejó completamente vegetal, incapaz de realizar hasta el más mínimo movimiento. Quedó poseído por Enigma Power para proteger a su hija Simone de una pandilla callejera. |        |
| Roland Taylor                 | Roland Taylor        | Cosmic Powers Unlimited #5 (1996)                                                        | Un escritor independiente. |        |
| Ted Simmons                   | Theodore Simmons     | Amazing Fantasy vol. 2 #13 (2005)                                                        | Un oficial de policía que trabaja para el Departamento de Policía de Chicago. |        |
| Dr. Gilbert Wiles             | Gilbert Wiles        | Captain Universe/Hulk #1 (2005)                                                          | Un científico que se reveló que había estado poseído alrededor de 1983. |        |
| Daredevil                     | Matthew Murdock      | Captain Universe/Daredevil #1 (2005)                                                     | Una vez estuvo poseído por el poder Enigma. |        |
| X-23                          | Laura Kinney         | Captain Universe/X-23 #1 (2005) X-23 #16 (2011)                                          | Tanto el primer mutante como el primer clon en convertirse en Capitán Universo. Según Enigma Force, ella es la futura heredera de su poder. | [ 41 ] |
| Mujer Invisible               | Susan Storm-Richards | Captain Universe/Invisible Woman #1 (2005)                                               | |        |
| Gladiador                     | Kallark              | Captain Universe/Invisible Woman #1 (2005)                                               | Primer Shi'ar en convertirse en Capitán Universo. |        |
| Krosakis                      | Krosakis             | Captain Universe/Silver Surfer #1 (2005)                                                 | Krosakis es un extraterrestre con el poder de absorber la energía vital de otras criaturas e incluso absorbió el Poder Enigma en algún momento. |        |
| Silver Surfer                 | Norrin Radd          | Captain Universe/Silver Surfer #1 (2005)                                                 | Silver Surfer quedó poseído por Enigma Power para derrotar a Krosakis. | [ 42 ] |
| Gabriel Vargas                | Gabriel Vargas       | Captain Universe/Silver Surfer #1 (2005)                                                 | Un infante de marina dado de baja del Cuerpo de Marines de los Estados Unidos que resultó herido en acción y fue dado de baja con honores. Primer Capitán Universo en ser arrestado por los Kree después de que impidió que un grupo matara a civiles Kree (simpatizantes de Annihilation Wave). Luego fue asignado al grupo de Operaciones Especiales de Peter Quill. Durante su misión, mató accidentalmente a su compañera de equipo Grito de Muerte, que intentaba matarlo después de que él "robó" una de sus muertes. El Uni-Power deja a Gabriel después de que él cura el virus Phalanx en el aire. Gabriel es asesinado por Phalanx Select Blastaar en algún momento después de que Uni-Power lo abandona. |        |
| William Nguyen                | William Nguyen       | The Amazing Spider-Man #627-#629 (2010)                                                  | Un hombre que estaba poseído por Uni-Power y planeaba vengarse de Juggernaut por arruinar su vida. |        |
| Juggernaut                    | Cain Marko           | The Amazing Spider-Man #629 (2010)                                                       | Juggernaut fue poseído por Uni-Power para reparar las placas tectónicas cuando William Nguyen no pudo hacer el trabajo. |        |
| Tamara Devoux                 | Tamara Devoux        | Avengers vol. 5 #1-44 (2012),                                                            | Una mujer afroamericana que resultó herida en un accidente automovilístico. En el momento del accidente, su pequeña Ella estaba en el auto. Tamara estuvo en coma durante 10 años. El Uni-Power (Poder Enigma) buscó a Tamara porque ella estaba muriendo y él también estaba muriendo. |        |
| The Phalanx                   | Phalanx Drone        | Annihilation: Conquest - Star-Lord #4 (2014)                                             | Primer organismo Tecno-Orgánico en poseer el Uni-Power. |        |
| Deadpool                      | Wade Wilson          | Deadpool vs Thanos #4 (Oct. 2015)                                                        | Deadpool quedó poseído por Uni-Power durante una pelea con Thanos hacia el final del número. Utiliza el Uni-Power para derrotar a Thanos, salvando así el universo y su encarnación "Eternidad". Mientras está poseído por Uni-Power, Deadpool sugiere que debería llamarse "Capitán Uni-Pool", "Capitán Deadverse" o "Capitán de Pool". | [ 43 ] |
| Spider-Man                    | Miles Morales        | Spider-Geddon #5 (Dec. 2018)                                                             | Durante una batalla multidimensional contra los Herederos, los Spider-Men convocaron a la Fuerza Enigma para ayudarlos en su lucha. La Fuerza Enigma decidió convertir a Miles Morales en el nuevo Capitán Universo, que utilizó para ayudar a derrotarlos. La Fuerza Enigma lo abandonó después de ganar la batalla. |        |
| Venom                         | Edward Brock         | King in Black #5 (Feb. 2021)                                                             | Durante la invasión a gran escala de Knull en la Tierra, la Fuerza Enigma no puede ingresar a la Tierra debido a que Knull bloquea el cielo del planeta. Sin embargo, con la ayuda de Silver Surfer, Enigma Force ingresa con éxito a la Tierra y elige convertir a Eddie Brock y Venom en los nuevos Capitán Universos, que usaron para ayudar a derrotar a Knull. La Fuerza Enigma lo abandonó después de ganar la batalla, dejando a Eddie y Venom para terminar las tareas restantes. | [ 44 ] |

### Otras realidades
| Personaje                      | Nombre real          | Poseído en                              | Notas |
| ------------------------------ | -------------------- | --------------------------------------- | --- |
| Tía May                        | May Reilly Parker    | Fantastic Four Roast #1 (1982)          | La humana más vieja en convertirse en Capitán Universo.                                                             |
| Spider-Ham                     | Peter Porker         | Marvel Tales #236 (1990)                | Se convierte en el Capitán Zooniverso, una variación parecida a un cerdo del Capitán Universo.                      |
| Quasar                         | Wendell Vaughn       | What If? vol. 2 #25 (1991)              | Quedó poseído por el Poder Enigma en la historia que cuenta lo que pasó si el Padre Set hubiera venido a la Tierra. |
| Casey el Perro                 |                      | What If? vol. 2 #31 (1991)              | Un perro que fue el primer animal conocido Capitán Universo.                                                        |
| Doctor Doom                    | Doombot              | What If? vol. 2 #31 (1991)              | Prueba de que los robots no pueden manejar el Uni-Power.                                                            |
| Capitán Marvel                 | Mar-Vell             | Earth X #X (2000)                       | |
| Anfitrión masculino sin nombre | ??                   | Universe X #0 (2000)                    | Luchó contra Thanos durante la saga Infinity Gauntlet, 1991.                                                        |
| Anfitrión masculino sin nombre | ??                   | Fantastic Four Annual 2001 (2001)       | |
| Mister Fantástico              | Reed Richards        | Paradise X #X (2003)                    | |
| Cabeza de Muerte 3.0           | Cabeza de Muerte 3.0 | Amazing Fantasy #16 (2005)              | Utiliza Alias-Power, un clon de Uni-Power, como fuente de energía.                                                  |
| Capitán                        | El Capitán           | Nextwave: Agents of H.A.T.E. #10 (2006) | Sueño inducido por el Hombre Forbush.                                                                               |

## Enemigos
A lo largo de los años, los distintos anfitriones de Capitán Universo se han enfrentado a muchos enemigos de todo el Universo Marvel. Los más formidables de ellos han demostrado ser Barón Karza, Dr. Doom, Magneto, Hulk Gris, Terminus, Tri-Centinela, Division U, S.H.I.E.L.D., A.I.M. y Knull.

## Recepción

### Recepción crítica
Jasmine Shanelle de The Mary Sue incluyó al Capitán Universo en su lista de "6 de las mujeres más poderosas de Marvel que aún no han llegado a la pantalla grande".Matthew Jackson de The A.V. Club incluyó al Capitán Universo en su lista de "15 superhéroes y villanos de Marvel que queremos ver en el MCU".Marc Buxton de Den of Geek clasificó al Capitán Universo en el puesto 11 en su lista "Guardianes de la Galaxia 3: Lista de 50 personajes de Marvel que queremos ver". CBR.com clasificó al Capitán Universo en primer lugar en su lista de "Los héroes cósmicos más fuertes de Marvel",en primer lugar en su lista "Marvel Comics: Las 20 mujeres más poderosas de los Vengadores",y en el puesto 12 en su " 20 poderosos personajes femeninos de Marvel que esperamos ver en la lista de la Fase Cuatro del MCU.

## Otras versiones

### Capitán Universo/Cabeza de Muerte 3.0
En un posible futuro del Universo Marvel, Advanced Idea Mechanics examinó el Uni-Power e intentó duplicarlo. El duplicado, denominado 'Alias-Power' o 'Uni-Alias', tiene la capacidad de animar el robot Death's Head 3.0. Mientras residía en Death's Head, tomó la forma de una conciencia. En una ocasión, cuando se le pidió que rescatara a un científico malvado de la cárcel, rescató a un activista de derechos humanos. Cuando el robot mató a un investigador de la ONU, el poder le devolvió la vida. Luego, el investigador se enfrentó al robot y lo obligó a reconocer la conciencia. Posteriormente, Death's Head comenzó a trabajar para la ONU como sicario antiterrorista.

### La entidad compuesta Capitán Universo-Quasar de Tierra-Set
Después de liberarse finalmente de una órbita circular en una dimensión implosionante, el superhéroe conocido como Quasar regresó al lugar de una gran batalla entre él, Doctor Strange, The Thing, Thor y el malvado Dios anciano Set. Sorprendido al encontrar a sus camaradas muertos, Quasar gritó hacia los cielos mientras una luz roja brillante lo consumía. Lo cambió y le infundió los poderes del Capitán Universo. Después de fusionar Uni-Power con sus propias Quantum Bands; Quasar tomó el Ojo de Agamotto del Doctor Strange y abandonó la dimensión en implosión.
Cuando llegó, la mayoría de los héroes restantes habían sido asesinados por el temible poder de Set o por sus siete novias controladas mentalmente. Quasar encontró a Silver Surfer intentando mantener a raya a la criatura. Lleno de una cantidad inconmensurable de ira, la entidad Quasar/Capitán Universo convocó al Ojo de Agamotto y se lanzó a sí mismo y a Set a la dimensión de bolsillo del Ojo, donde lucharían por toda la eternidad. Más tarde, Quasar de Tierra-616 vio a su contraparte frente a Set.

### Spider-Ham se convierte en Capitán Zooniverso
En Larval Zooniverso, Peter Porker (que en secreto era el superhéroe Spider-Ham) estaba trabajando en un experimento que salió mal y le otorgó el poder cósmico del Capitán Zooniverso. Con este nuevo poder derrotó a todos sus enemigos y los atrapó en órbita alrededor de la Tierra. El regresó a casa un poco más tarde y comenzó una nueva vida libre de villanos con su novia Mary Jane Waterbuffalo.

### What If?
Un número de What If? hace la pregunta "What If Spider-Man Had Kept His Cosmic Powers?" Spider-Man se corrompe por el poder cuando las energías del Capitán Universo deciden quedarse con él.El termina luchando contra sus amigos de los Vengadores cuando no están de acuerdo con sus métodos. Un enfrentamiento con un Doombot rebelde deja muerto a un rehén inocente. Peter logra renunciar a todos sus poderes, incluidos los de araña. Más tarde, el hijo de Peter manifiesta una combinación de los poderes del Capitán Universo y Spider-Man.
Capitán Universo del escuadrón de aplicación de la ley un equipo de superhéroes al estilo de Los Vengadores llamado Law Enforcement Squad apareció en la Tierra-616. Estaban encabezados por una versión inteligente de Hulk que no era Bruce Banner. A esta extraña versión del gigante se unieron los héroes de la Segunda Guerra Mundial Red Raven, Bucky, Namora y Whizzer (Bob Frank). Otros miembros incluyeron una versión heroica del villano de Spider-Man, Rosa, Doctor Druid, Rayo Viviente, Shroud y un Capitán Universo masculino.
La verdadera identidad de este Capitán Universo nunca fue revelada, pero lo más probable es que el anfitrión hubiera tenido el Uni-Power durante varios años. Durante la batalla que siguió entre el Escuadrón de Aplicación de la Ley y los Cuatro Fantásticos; El Capitán Universo y el Dr. Druid se unieron contra Reed Richards para desestabilizar la cohesión de los Cuatro Fantásticos como equipo. Con solo unos segundos de sobra, Reed convence al Capitán Universo de que algo está fuera de lugar y que los Cuatro Fantásticos no son sus enemigos. El Capitán Universo le revela a Druid que Reed está diciendo la verdad, pero antes de que pueda convencer a los demás de que dejen de pelear, él es derribado por Nova.
Reed y Druid viajan a un portal dejado por la "muerte" del Capitán Universo solo para encontrarlo vivo y coleando dentro del cuerpo de la Eternidad de la Tierra-616. El Capitán Universo explica a los dos superhéroes la creación de la Multi-Eternidad que asegura un multiverso sin límites. Posteriormente, el Capitán Universo desaparece sin dejar rastro mientras Reed y Druid regresan a sus respectivas realidades después de un enfrentamiento con Abraxas, la antítesis de Eternidad y Galactus.

### Capitán Universo de la Tierra X
La historia del Capitán Universo en la serie Tierra X era relativamente la misma que había sido en la Tierra-616 hasta la Saga Infinity Gauntlet, donde un Capitán Universo desconocido luchó junto a Kismet, Silver Surfer, Hombre Cometa, Carol Danvers, Nova y Star-Lord. Años más tarde, Arcturus Rann murió en una batalla contra Psycho Man y se llevó la Fuerza Enigma con él al más allá. El Capitán Universo fue transferido al superhéroe Kree Mar-Vell y finalmente se convirtió en parte de una Conciencia Cósmica completa que revivió el Conocimiento Perfecto del Universo Perfecto que había sido destruido hace incontables milenios por Los Celestiales. Más tarde, el Capitán Universo se unió a Reed Richards para formar el nuevo Eternidad. Fueron vistos por última vez preparándose para salvar a Franklin de Los Celestiales y Los Ancianos del Universo.

### Spider-Verse
En la historia de Spider-Verse, cuando varios Spider-Men son cazados en universos paralelos, encuentran un refugio seguro en Tierra-13, un mundo donde Peter Parker todavía posee la Fuerza Enigma.Aunque este poder no se puede utilizar en otros universos ya que está ligado a la dimensión de su origen, este Spider-Man razonó que podría proteger a las otras Arañas de los Herederos si atacaban su universo de origen.Esta estrategia demuestra ser defectuosa cuando el padre de los Herederos, Solus, ataca su mundo, proclamando que la Fuerza Enigma es pura fuerza vital. Si bien puede resultar demasiado para cualquiera de sus hijos, su propio poder mayor es capaz de consumirlo, permitiéndole devorar la fuerza vital de este Spider-Man.

## En otros medios

### Videojuegos
- El traje de Capitán Universo de Peter Parker/Spider-Man aparece como un aspecto alternativo en Spider-Man (2000), Spider-Man 2: Enter Electro, y la versión para Wii de Spider-Man: Web of Shadows.[59]
- El traje de Capitán Universo de Peter Parker/Spider-Man, junto con variaciones para Spider-Man Noir, Spider-Man 2099 y un Ultimate Spider-Man con traje negro empoderado, aparecen como máscaras alternativas descargables en las versiones de PS3, Xbox 360 y PC de Spider-Man: Shattered Dimensions.[60]
- El traje de Capitán Universo de Peter Parker/Spider-Man y una variación de Spider-Man 2099 aparecen como máscaras alternativas en Spider-Man: Edge of Time.
- Un Capitán Universo no identificado aparece en Lego Marvel Vengadores.[61]
- Peter Parker/Capitán Universo, conocido como Cosmic Spider-Man, aparece como un personaje jugable en Spider-Man Unlimited.[62][63]

### Mercancía
- En 2008, Art Asylum/Diamond Select Toys lanzó una figura de Peter Parker/Capitán Universo/Cosmic Spider-Man en la línea Marvel Minimates como parte de un paquete de dos con Venom.
- En 2010, NECA/WizKids lanzó un set de HeroClix titulado "Web of Spider-Man", que incluye una figura de Peter Parker/Capitán Universo/Cosmic Spider-Man.
- Un Capitán Universo no identificado y Peter Parker/Cosmic Spider-Man recibieron cartas coleccionables de Marvel VS., Marvel Overpower, Fleer Mark Bagley Spider-Man Card Set y Fleer Ultra 1994, así como un cómic personalizado de X-Men/Capitán Universo.[64]
- En 2017, la línea Marvel Legends lanzó una figura de Peter Parker / Cosmic Spider-Man.

## Ediciones recopiladas
| Título                               | Material recolectado | Fecha de Publicación | ISBN           |
| ------------------------------------ | --- | -------------------- | -------------- |
| Captain Universe: Power Unimaginable | Marvel Spotlight #9-11, Incredible Hulk Annual #10, Marvel Fanfare #25, Web Of Spider-Man Annual #5-6, Marvel Comics Presents #148, Cosmic Power Unlimited #5               | Noviembre 2005       | 978-0785118916 |
| Captain Universe: Universal Heroes   | Captain Universe/Hulk, Captain Universe/Silver Surfer, Captain Universe/Daredevil, Captain Universe/Invisible Woman, Captain Universe/X-23, Amazing Fantasy (vol. 2) #13-14 | Febrero 2006         | 978-0785118572 |